# Javier Carrión
Javier Carrión (9 de novembro de 1990) é um jogador de rugby sevens espanhol.

## Carreira
Javier Carrión integrou o elenco da Seleção Espanhola de Rugbi de Sevens, na Rio 2016, que foi 10º colocada.